# سكالسيا وبرية
سكالسيا وبرية (الاسم العلمي:Scalesia villosa) هي نوع من النباتات تتبع جنس السكالسيا من الفصيلة النجمية.